# Edmund Verney

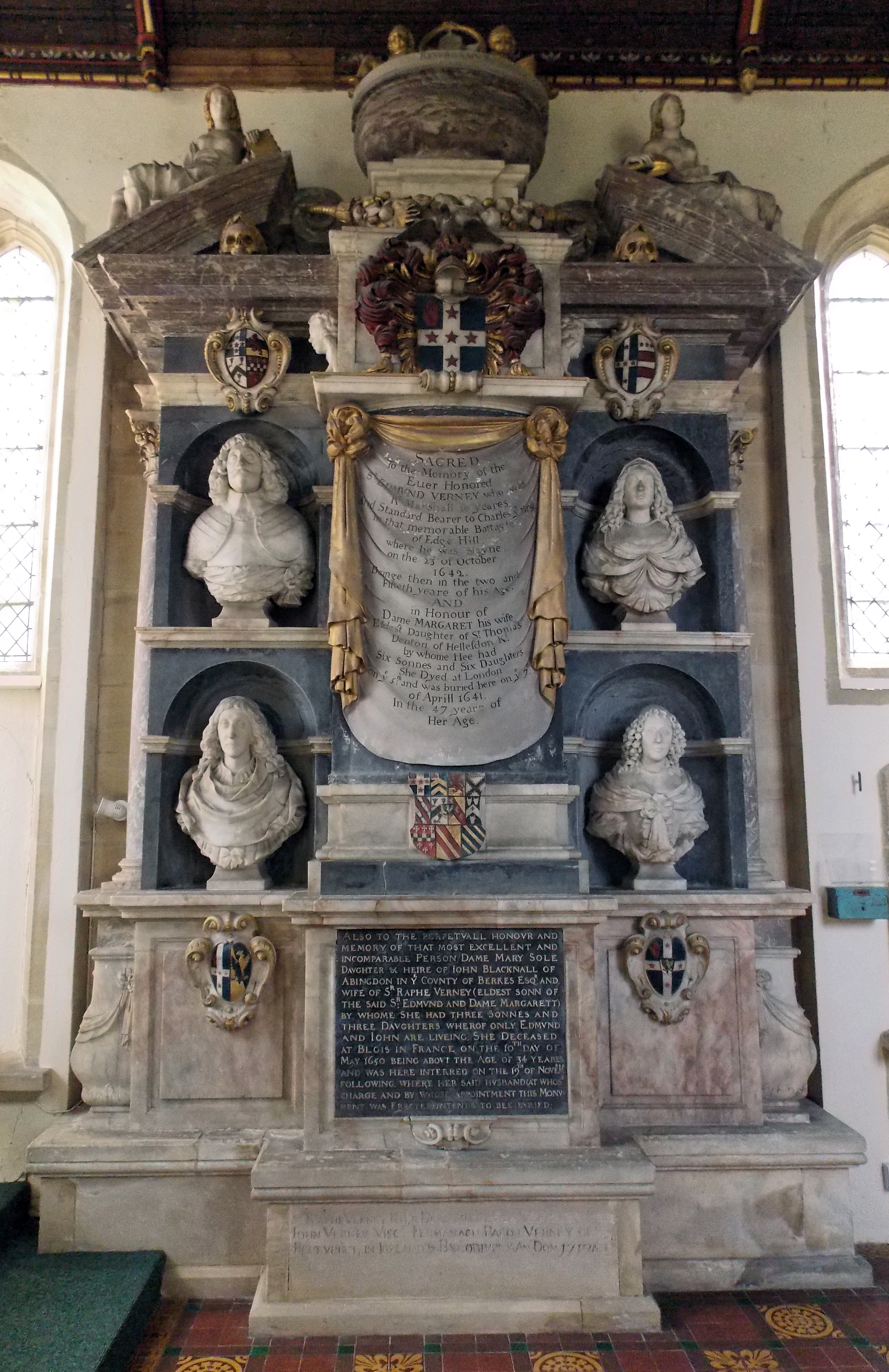
Mémorial à Edmund Verney dans l'église à côté de Claydon House, la maison de la famille Verney

Edmund Verney (1er janvier 1590 ou 7 avril 1596 - 23 octobre 1642) est un homme politique anglais, soldat et favori du roi Charles Ier. Au début de la guerre civile anglaise, il soutient la cause royaliste et est tué à la bataille d'Edgehill.

## Biographie
Edmund Verney est le fils d'Edmund Verney de Pendley Manor près de Tring, dans le Buckinghamshire et de sa troisième épouse Mary Blakeney. Il est le petit-fils d'Elizabeth Verney, deuxième fille du premier baron Braye. Il a deux demi-frères aînés, Francis Verney (en), décédé en 1615, et Ambrose Turvile (en), décédé en 1628, et deux demi-sœurs aînées du côté de sa mère, Ann Turvill (qui épouse John Leeke d'Edmonton) et Ursula St. Barbe, qui épouse son demi-frère Francis Verney. Fait chevalier par le roi Jacques Ier en 1611, Edmund est envoyé à Madrid, et retourne rejoindre la maison d'Henry Frederick, prince de Galles, dont son oncle Francis Verney est l'un des fauconniers. À la mort d'Henry en 1612, Edmund devient un gentilhomme de la chambre privée de Charles, duc d'York, plus tard Charles Ier.
À partir de 1620, il établit sa maison familiale à Claydon House, Middle Claydon, Buckinghamshire (que la famille Giffard a détenue par bail des Verney), où il est le proche voisin de Thomas Chaloner (en) de Steeple Claydon. C'est un mauvais gestionnaire et il est gravement endetté au début des années 1620. En 1623, il accompagne Charles et le duc de Buckingham en Espagne pour courtiser l'infante Maria. Là-bas, il protège un Anglais mourant d'un prêtre catholique en frappant le prêtre au visage, ce qui ne l'a pas fait aimer des Espagnols.
À son retour, il est élu député de Buckingham en 1624 et de New Romney en 1625. Après le couronnement de Charles cette année-là, il est nommé chevalier maréchal d'Angleterre à vie, ses fonctions l'obligeant à être largement à la cour. Il est réélu pour Aylesbury en 1629. Malgré ses revenus de chevalier maréchal, plusieurs entreprises commerciales se soldent par un échec et ses dettes s'alourdissent.
A l'approche de la guerre civile anglaise, il se retrouve dans un douloureux conflit. Bien que personnellement fidèle au roi, il résiste aux politiques religieuses laudiennes. Verney est élu au Court Parlement puis au Long Parlement en tant que député de Wycombe, et s'est souvent retrouvé dans l'opposition au roi.
Au début de la guerre, Verney reste fidèle à son maître et ami, le roi Charles, tandis que son fils aîné Ralph rejoint les forces parlementaires. Fait porte-drapeau de l'armée royale, Verney est tué à la bataille d'Edgehill. Selon la tradition de sa famille, son corps n'a jamais été identifié, à l'exception de sa main coupée, retrouvée tenant toujours la bannière.

## Famille
Il épouse Margaret Denton, fille de Thomas Denton de Hillesden, Buckinghamshire le 14 décembre 1612, avec qui il a dix enfants survivants, dont :
- Ralph Verney, 1er baronnet (1613-1696), épouse Mary Blacknall (1616-165)
- Thomas Verney (1615-1707)
- Edmund Verney (1616-1649) qui commande l'infanterie royaliste au siège de Drogheda et est tué lors de l'assaut final (mentionné dans la lettre de Cromwell à John Bradshaw, écuyer, président du Conseil d'État, datée du 16 septembre 1649)[8].
- Henry Verney (1618-1671)
- Jean Verney (1619)
- Susannah Verney (1621-1651), mariée à Richard Alport
- Penelope Verney (1622-1695), mariée à John Osborne
- Margaret Verney (1623-1667), mariée à Thomas Elmes
- Cary Verney (1626-1704), marié d'une part à Thomas Gardiner et d'autre part à John Stewkeley
- Mary Verney (1628-1684), mariée à Robert Lloyd
- Richard Verney (1629)
- Elizabeth Verney (1633-1721), mariée au révérend Charles Adams